# Битва під Рені
Би́тва під Ре́ні сталася 30 грудня 1683 — 4 січня 1684 року під час походу на Правобережжя та Молдову на початку польсько-турецької війни 1683—1699 років.
Після поразки татар під проводом Яли-паші під Кіцканами кримський хан Хаджі II Ґерай зібрав 10-12 тисяч війська із 7 гарматами і рушив до Дунаю, де гетьман Степан Куницький планував дати генеральний бій. Козацькі сили зменшилися до 8-10 тисяч через повернення частини козаків до України із здобиччю. Також військо Куницького не мало гармат.
Наприкінці грудня 1683 р. козацька розвідка повідомила свого гетьмана про наближення залишків багатотисячної армії турецького султана, що поверталися на батьківщину після віденського розгрому. Спішно відступаючи з Буджаку, козацько-молдавське військо дійшло до Пруту і почало переправлятися на другий берег біля с. Тобак, що на північний схід від м. Рені над Дністром. Саме тут 30 грудня їх наздогнали війська татарського хана Хаджи-Гірея, які нараховували близько 12 тис. чоловік.
30 грудня 1683 року татарське військо напало на козаків і молдован, користуючись тим, що вони ще не встигли утворити оборонний табірний шик. Але Куницький виявив себе добрим командиром, впорядкував своє військо, оточив його возами, і планував відступати на північний захід у напрямку Ясс, розраховуючи на допомогу молдовських або польських військ краківського каштеляна А. Потоцького, які перебували в Яссах. Хоча сили татар були приблизно рівні силам Куницького, 7 гармат давали їм перевагу.
Козаки успішно відбивали напади татар до ранку 3 січня 1684 року, але гарматний обстріл давався його силам взнаки. Тоді в ніч з 3 на 4 січня молдовські союзники раптово покинули табір і кинулися до втечі. В такій ситуації Куницький разом із козацькою кіннотою (близько 2000 чол.) теж вирішив порвати кільце оточення, і зміг переправитися через Прут. Козацька піхота (близько 4000 чол.), з Андрієм Могилою на чолі, теж змогла переправитися через Прут під Бояновим, але зазнала великих втрат. 10 січня козаки дісталися до Ясс, де їх виявилося всього 5 тисяч.
Згодом, виправдовуючись перед королем, гетьман так аргументував свій відступ-втечу: «… повтікали за Прут волохи, побачивши це, почали втікати і козаки. Я їх не міг втримати і мусив сам за ними вплав переходити за Прут і йти прямо до Ясс». Куницький пояснював свою поведінку тим, що йде на Правобережну Україну для розміщення своїх козаків вздовж кордону від Могилева до Ягорлика з метою оборони від татарських набігів. Також він прохав надіслати грошей для оплати і «затягу» нових козаків.
Хан вирішив не переслідувати козаків, а пішов на Білгород, де став готувати військо до продовження бойових дій.